# Aplidium pallidum
Aplidium pallidum is een zakpijpensoort uit de familie van de Polyclinidae. De wetenschappelijke naam van de soort werd in 1871 voor het eerst geldig gepubliceerd door Addison Emery Verrill.

## Beschrijving
Aplidium pallidum is een semi-transparante koloniale zakpijp, met een diameter van 15 mm, die eruitziet als een druppel gelei met kleine zoïden en meestal een enkele osculum-achtige cloaca-opening. De kolonies zijn meestal ongepigmenteerd, afgezien van wat bruine vlekken rond de cloaca-opening. De zoïden zijn schijnbaar willekeurig over de kolonie verspreid en vormen geen georganiseerd patroon.

## Verspreiding
Deze zakpijpensoort komt voor aan de zuid- en westkust van de Britse Eilanden, meestal gehecht aan rotsen en zeewier zoals Halidrys siliquosa op matig blootgestelde plaatsen.